# Peperomia salmonicolor
Peperomia salmonicolor är en pepparväxtart som beskrevs av William Trelease. Peperomia salmonicolor ingår i släktet peperomior, och familjen pepparväxter. Utöver nominatformen finns också underarten P. s. viridis.